# NGC 2974
NGC 2974 (również NGC 2652, PGC 27762 lub UGCA 172) – galaktyka eliptyczna (E4), znajdująca się w gwiazdozbiorze Sekstantu.

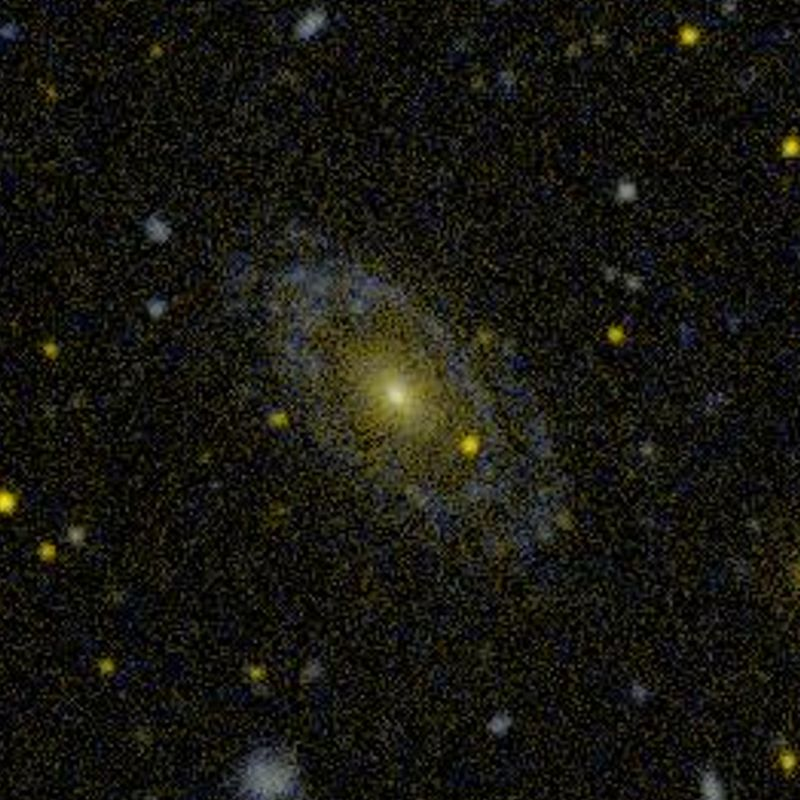
Zdjęcie w ultrafiolecie z satelity GALEX

Odkrył ją William Herschel 6 stycznia 1785 roku. W 1886 roku zaobserwował ją Ormond Stone, lecz popełnił błąd w rektascensji wielkości jednej godziny, co sprawiło, że uznał ją za nowo odkryty obiekt. Błędu tego nie zauważył John Dreyer i skatalogował obserwację Stone’a jako NGC 2652.
NGC 2974 należy do galaktyk Seyferta typu 2.